# Rudianus
Rudianus, auch Rudianos, ist in der Keltischen Mythologie der Name einer Kriegsgottheit, die in Süd-Gallien verehrt wurde.

## Mythologie und Etymologie
Rudianus wird in insgesamt vier Inschriften genannt. Zwei davon stammen aus dem Département Drôme und zwar aus St. Etienne und aus St. Génis, die beiden anderen aus St. Michel de Valbonne im Département Var. Hier wurde auch ein menhirartiger, grob behauener Stein gefunden, der das Relief eines berittenen Kriegsgottes zeigt. Die Figur hat ein überdimensioniertes Haupt und reitet über fünf abgeschlagene Köpfe (têtes coupées) hinweg. Das Werk wird für das 6. Jahrhundert v. Chr. datiert. Diese Plastik wird für einen Rudianus gehalten, der hier nach der Interpretatio Romana mit Mars (Mythologie) identifiziert wird.
Der Name Rudianus ist mit dem altirischen Wort rúad und dem kymrischen rhudd (beide bedeuten „rot“) in Verbindung zu bringen. Damit werden seine kriegerische Funktion und die mit dem Kult verbundenen Menschenopfer betont.